# Função Lipschitz contínua
Em matemática, sobretudo na análise real, uma função Lipschitz contínua é um critério de suavidade mais forte que a condição de continuidade uniforme (logo, de continuidade). O nome tem origem no matemático alemão Rudolf Otto Sigismund Lipschitz.
As funções Lipschitz contínuas são um caso particular das funções Hölder contínuas.

## Definição mais geral em espaços métricos
Sejam {\displaystyle (X,d)} e {\displaystyle (Y,d)} espaços métricos. Uma função {\displaystyle f:X\to Y} é dita Lipschitz contínua se existir uma constante real {\displaystyle L>0}  tal que:
{\displaystyle d\left(f(x),f(y)\right)\leq L\cdot d(x,y),} {\displaystyle \forall x,y\in X}
O ínfimo das constantes {\displaystyle L} para o qual a desigualdade acima é válida é chamado de constante de Lipschitz.

## Caso particular nos reais
Uma função {\displaystyle f:X\to \mathbb {R} } é dita Lipschitz contínua, se existir uma constante {\displaystyle L\geq 0} tal que:
{\displaystyle \left|f(x)-f(y)\right|\leq L|x-y|,~~\forall x,y\in X}
Se {\displaystyle f} for diferenciável então:
{\displaystyle \left|{\frac {df}{dx}}\right|\leq L}

## Generalização
Uma função {\displaystyle f} é dita localmente Lipschitz contínua se para cada ponto {\displaystyle x} do domínio existe uma vizinhança {\displaystyle V(x)} tal que a restrição de {\displaystyle f} a {\displaystyle V(x)} é Lipschitz contínua.

## Casos especiais
- Uma função {\displaystyle f:X\to X} é dita uma contração uniforme se sua constante de Lipschitz for menor que 1.
- Uma função {\displaystyle f:X\to X} é dita uma contração se:
{\displaystyle d\left(f(x),f(y)\right)<d(x,y),~~\forall x\neq y\in X}
- Uma função {\displaystyle f:X\to Y} é dita não expansiva se sua constante de Lipschitz for igual a 1.